# Jefa de la Corte Maestra
Maestra de la Corte (en danés: hofmesterinde; Holandés: hofmeesteres; en alemán: Hofmeisterin; en noruego: hoffmesterinne  ; en sueco: hovmästarinna) o Jefa de la Corte Maestra (en danés: Overhofmesterinde; Holandés: Grootmeesteres ('Gran Maestra') en alemán: Obersthofmeisterin; en noruego: overhoffmesterinne; en sueco: överhovmästarinna; en ruso transliterado: ober-gofmeisterin) es o fue el título de la dama de compañía en las cortes de Austria, Dinamarca, Noruega, los Países Bajos, Suecia, la Rusia imperial y las cortes principescas y reales alemanas.

## Austria

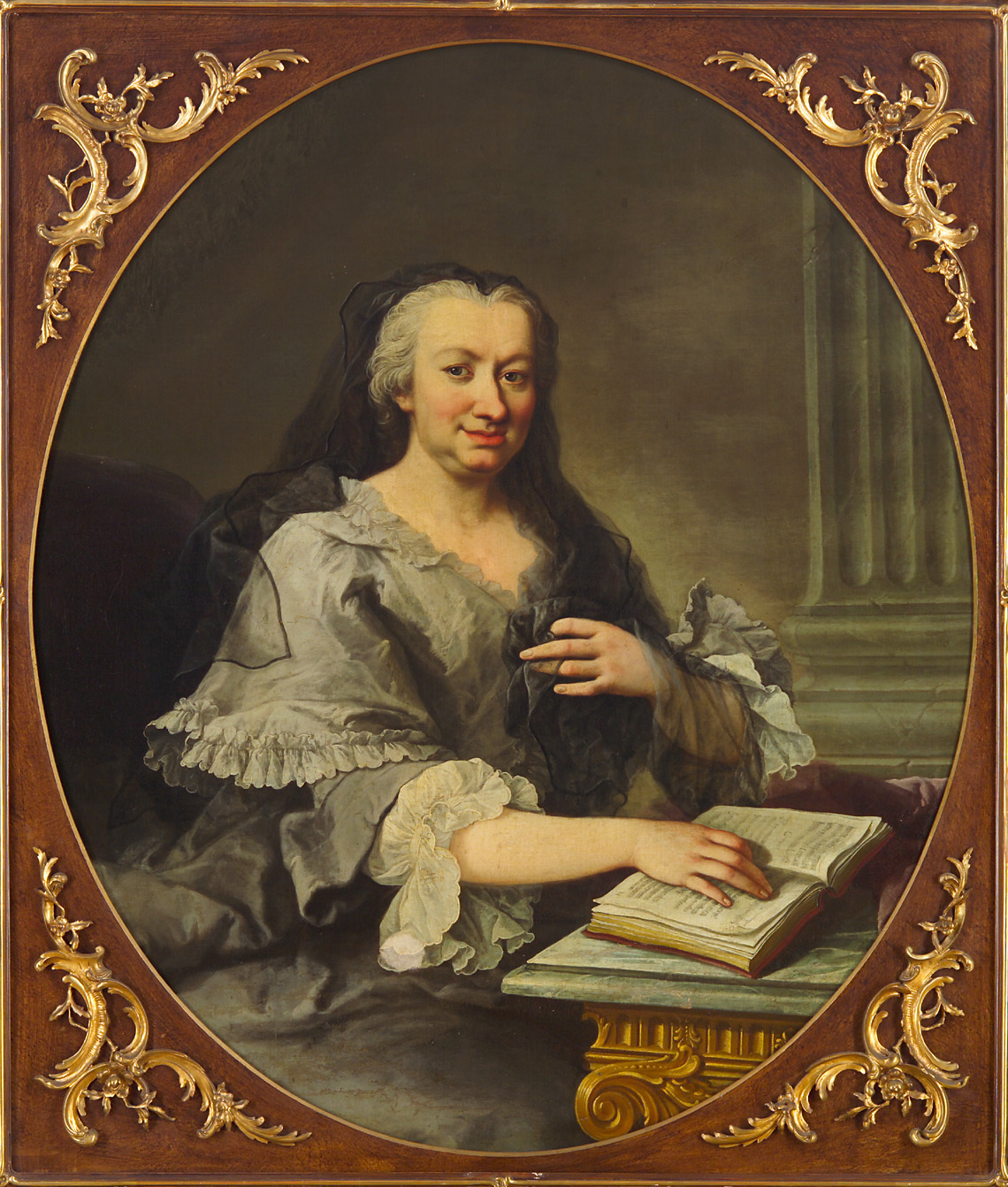
María Carolina von Fuchs-Mollard.

En 1619, finalmente se estableció una organización establecida para la corte imperial austriaca que se convirtió en la organización característica de la corte Austria-Habsburgo, aproximadamente mantenida desde este punto en adelante. La primera de las cortesanas era la Obersthofmeisterin, que era la segunda en rango después de la propia emperatriz, y responsable de todas las otras cortesanas. Cuando estaba ausente, era reemplazada por la Fräuleinhofmeisterin, normalmente a cargo de las cortesanas solteras, de su conducta y servicio. 

### Jefa de la Corte Maestra aAna de Tirol, 1608-1618
- 1611-1618: Baronesa Catalina von. Kollowrath-L

### Jefa de la Corte Maestra aLeonor Gonzaga, 1622-1658
- 1621-1624: Condesa María Ana von Portia
- 1624-1637: Condesa Úrsula von Attems
- 1637-1644: Baronesa Margarita von Herberstein
- 1647-1647: Condesa Octavia Strozzi
- 1652-1655: Baronesa Ana Leonor von Metternich

### Jefa de la Corte Maestra aMaría Ana de Austria-España, 1631-1646
- 1630-1638: Victoria de Toledo y Colonna
- 1643-1646: Marquesa de Flores Dávila

### Jefa de la Corte Maestra aMaría Leopoldina de Austria, 1648-1649
- 1648-1649: Condesa Ana Leonor von Wolkenstein 1648-1649

### Jefa de la Corte Maestra aLeonor Gonzaga-Nevers, 1651-1686
- 1651-1658: Condesa María Isabel von Wagensperg

### Jefa de la Corte Maestra aMaría Teresa de Austria, 1740-1780
- 1740-1754: Condesa María Carolina von Fuchs-Mollard

### Jefa de la Corte Maestra aEmperatriz Isabel de Austria, 1854-1898
- 1854-1862: Condesa Sofía Esterházy
- 1862-?: Condesa Paulina von Königsegg
- María Welser, Condesa von Welsersheimb, Baronesa zu Gumpenstein

## Dinamarca

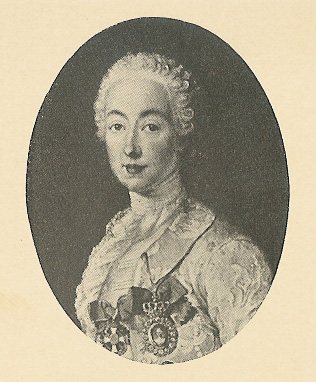
Luisa von Plessen.

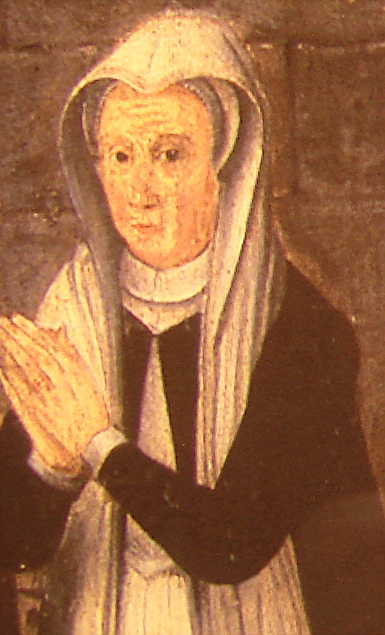
Beate Clausdatter Bille.

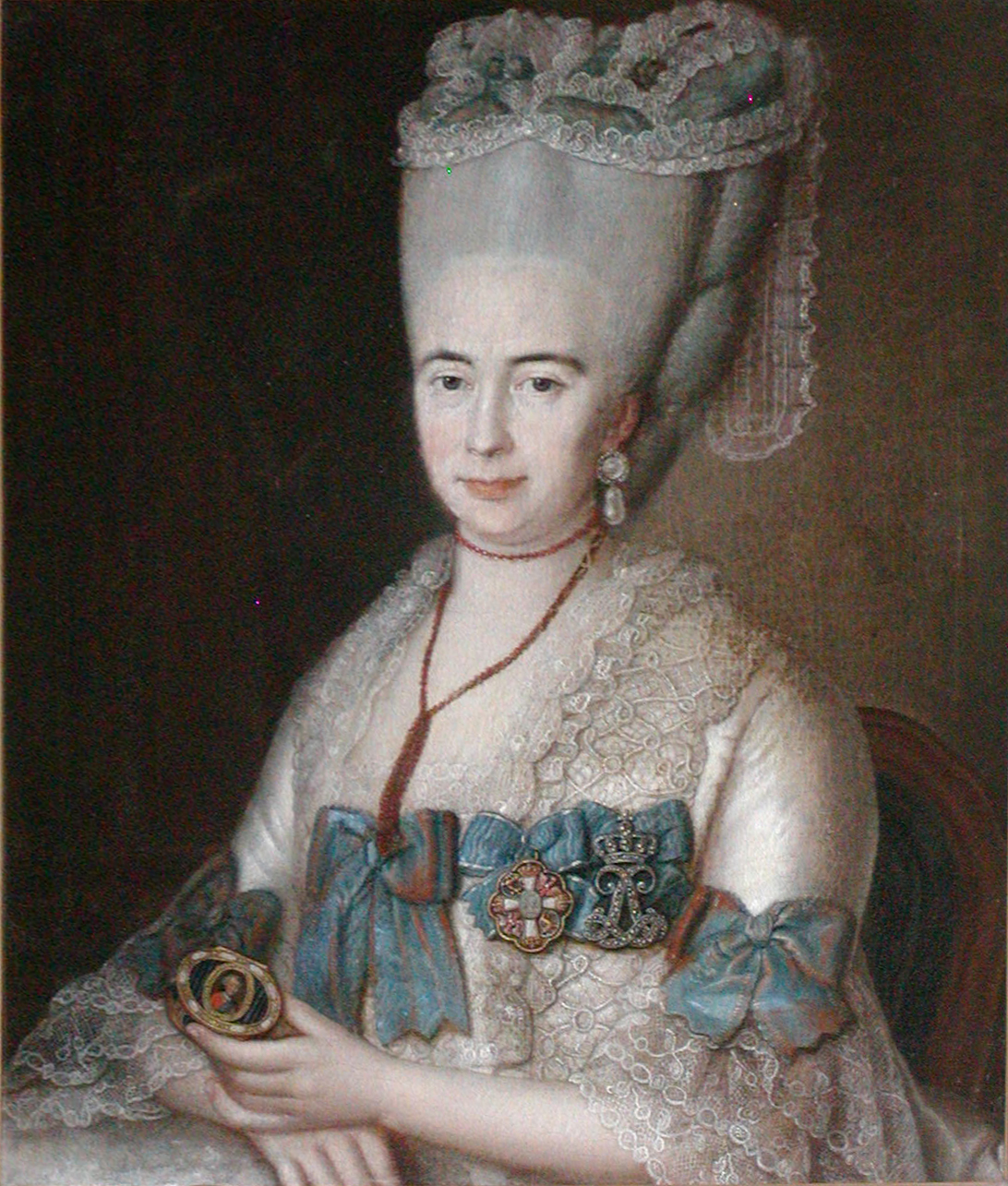
Margrethe von der Lühe.

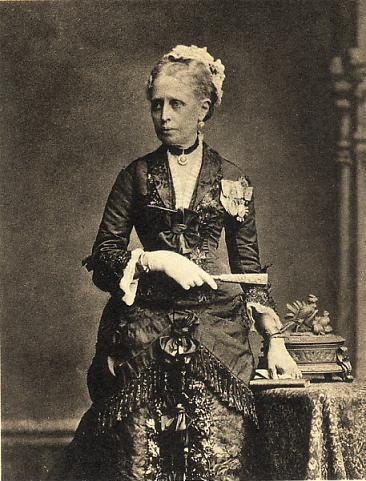
Ida Marie Bille.

La primera corte danesa moderna se organizó de acuerdo con el modelo de corte alemán, inspirado a su vez en el modelo de corte imperial austriaco, desde el siglo XVI en adelante.
La mujer cortesana de más alto rango era la hofmesterinde (Maestra de la Corte) desde 1694-1698 en adelante llamada Overhofmesterinde (Jefa de la Corte Maestra), equivalente a la Mistress of the Robes británica, normalmente una viuda mayor, que supervisaba al resto de las damas.
Cuando la oficina estaba vacía, las tareas eran asumidas por la segunda al mando, la kammarfröken. Este fue también el caso cuando el cargo de hofmesterinde para la reina quedó vacante en 1808-1823 y 1839-1845, y fue manejado por Friederiche Amalie Marie Hedevig von der Manfe y Marie Ernestine Wilhelmine von Walterstorf, respectivamente.

### Jefa de la Corte Maestra aCristina de Sajonia, 1481-1513
- 1490-1496: Sidsel Lunge
- 1503-1516: Ana Meinstrup

### Jefa de la Corte Maestra aIsabel de Austria, 1515-1523
- 1516-1517: Ana Meinstrup
- 1517-1523: Sigbrit Willoms

### Jefa de la Corte Maestra aSofía de Pomerania, 1523-1533
- 1526-1533: Ana Meinstrup

### Jefa de la Corte Maestra aDorotea de Sajonia-Lauenburgo, 1534-1571
- 1557-1558: Fru Kirstine[5]
- 1558-?: Ana Albertsdatter Glob-Urne[6]

### Jefa de la Corte Maestra aSofía de Mecklemburgo-Güstrow1572-1631
- 1572-1584: Inger Oxe
- 1584-1592: Beate Clausdatter Bille

### Jefa de la Corte Maestra aAna Catalina de Brandenburgo1597-1612
- 1597-1612: Beate Huitfeldt

### Jefa de la Corte Maestra aSofía Amelia de Brunswick-Lüneburg1648-1685
- Lucía von Løschebrand
- 1657-1685: María Isabel von Haxthausen

### Jefa de la Corte Maestra aCarlota Amalia de Hesse-Kassel1670-1714
- 1677-1692: Juliana Isabel von Uffeln
- 1695-1705: Dorotea Justina von Haxthausen[7]
- 1705-1707: Sofía Dorotea von Schack von Marschalck
- Luisa Carlota von Schlaberndorf

### Jefa de la Corte Maestra aLuisa de Mecklemburgo-Güstrow1699-1721
- 1699-1716: Abel Cathrine Buchwald

### Jefa de la Corte Maestra aAna Sofía Reventlow1721-1743
- Fru von Grabow[8]

### Jefa de la Corte Maestra aSofía Magdalena de Brandeburgo-Kulmbach1721-1770
- Beate Henriette af Reuss-Lobenstein

### Jefa de la CAorte Maestra aLuisa de Gran Bretaña17461751
- 1746-1751: Christiane Henriette Louise Juel (primer mandato)

### Jefa de la Corte Maestra aJuliana María de Brunswick-Wolfenbüttel1752-1796
- 1752-1754: Christiane Henriette Louise Juel (segundo mandato)
- 1757-1767: Karen Huitfeldt
- 1772-1784: Margrethe von der Lühe
- 1784-1793: Sophie Louise Holck-Winterfeldt

### Jefa de la Corte Maestra aCarolina Matilde de Gran Bretaña1766-1775
- 1766-1768: Louise von Plessen
- 1768-1768: Ana Sofía von Berckentin
- 1768-1770: Margrethe von der Lühe
- 1770-1772: Carlota Isabel Henriette Holstein
- 1772-1775: Catalina Carlota von der Horst

### Jefa de la Corte Maestra aMaría Sofía Federica de Hesse-Kassell1808-1852
- 1808-1823: Vacante[4]
- 1823-1839: Lucía Carlota Sehestedt Juul
- 1839-1852: Vacante[4]

### Jefa de la Corte Maestra aCarolina Amalia de Augustenburg1839-1881
- 1839-1845: Vacante[4]
- 1845-1859: Ingeborg Christiane Rosenørn

### Jefa de la Corte Maestra aLuisa de Hesse-Kassel1863-1898
- 1864-1876: Ida Marie Bille
- 1876-1888: Julia Adelaide Harriet Raben-Levetzau
- 1888-1898: Luisa Bille-Brahe (primer mandato)

### Jefa de la Corte Maestra aLuisa de Suecia1906-1926
- 1906-1910: Luisa Bille-Brahe (segundo mandato)

### Jefa de la Corte Maestra aAlejandrina de Mecklemburgo-Schwerin1912-1952
- 1912-1935: Luisa Grevenkop-Castenskiold
- 1935-1952: Inger Wedell

## Alemania

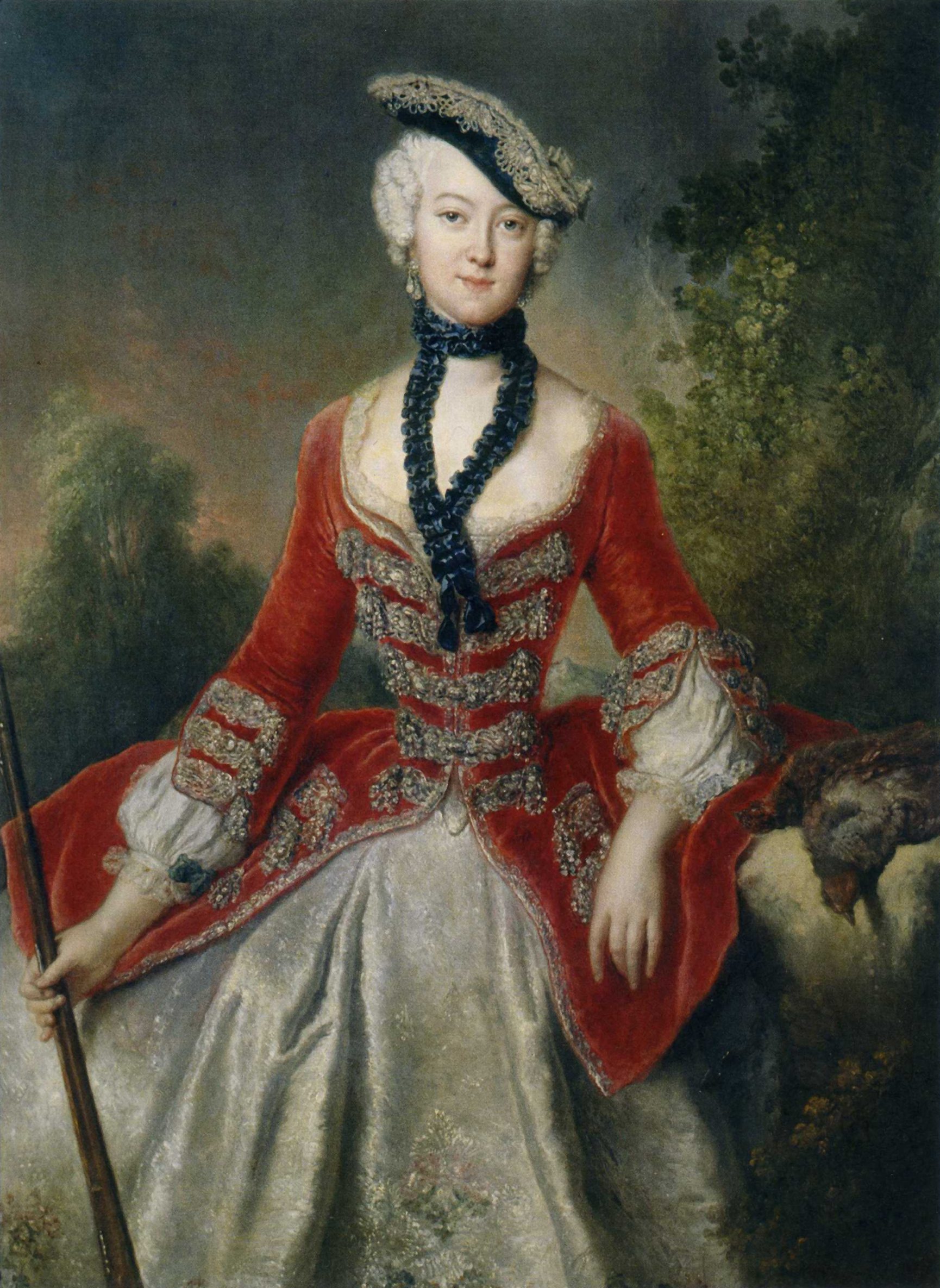
Sofía María von Voß.

El modelo de la corte austriaca era el modelo a seguir también para las cortes principescas en Alemania, y el puesto de Obersthofmeisterin, o solo hofmeisterin, también existía en las cortes principescas (y más tarde reales) alemanas. 
El modelo de corte alemán a su vez se convirtió en el modelo a seguir de las primeras cortes escandinavas modernas de Dinamarca y Suecia.
Jefa de la Corte ante las reinas de Prusia y las emperatrices de Alemania

### Jefa de la Corte Maestra aSofía Luisa de Mecklemburgo-Scherwin1708-1713
- Condesa von Wittgenstein Valendar[9]

### Jefa de la Corte Maestra aSofía Dorotea de Hannover1713-1757
- Sofía von Kameke
- Susana Magdalena Finck von Finckenstein[10]

### Jefa de la Corte Maestra aIsabel Cristina de Brunswick-Wolfenbüttel-Bevern1740-1797
- 1740-1742: Christiane von Katsch (la misma posición con la princesa heredera desde 1733)
- 1742-1766: Sofía Carlota von Camas
- 1766-1797: Carlota Albertina von Kannenberg[11]

### Jefa de la Corte Maestra aLuisa de Mecklemburgo-Strelitz1797-1810
- 1797-1810: Sofía María von Voß (la misma posición con la princesa heredera desde 1793)[12]

### Jefa de la Corte Maestra aIsabel Luisa de Baviera1840-1873
- Wilhelmine van Reede-Ginkel

### Jefa de la Corte Maestra aAugusta Victoria de Schleswig-Holstein1888-1918
- Therese von Brockdorff

## Países Bajos

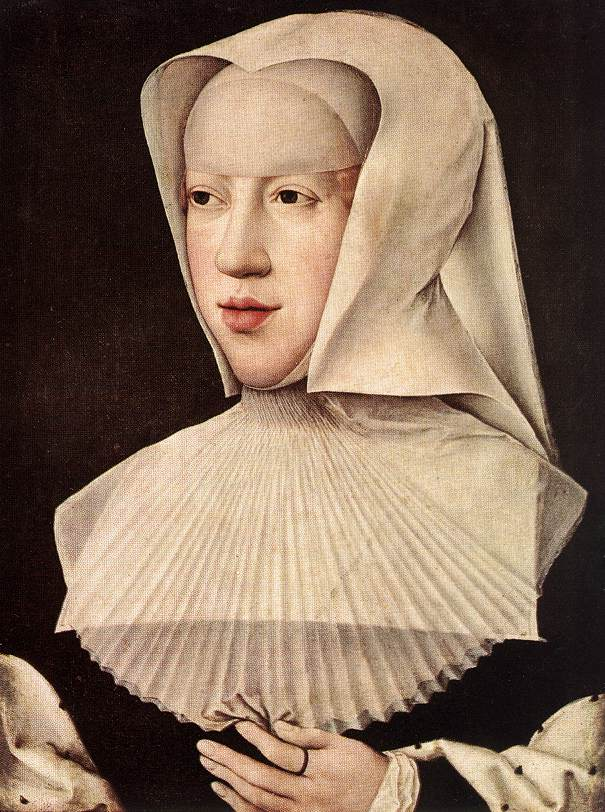
Margarita de Austria.

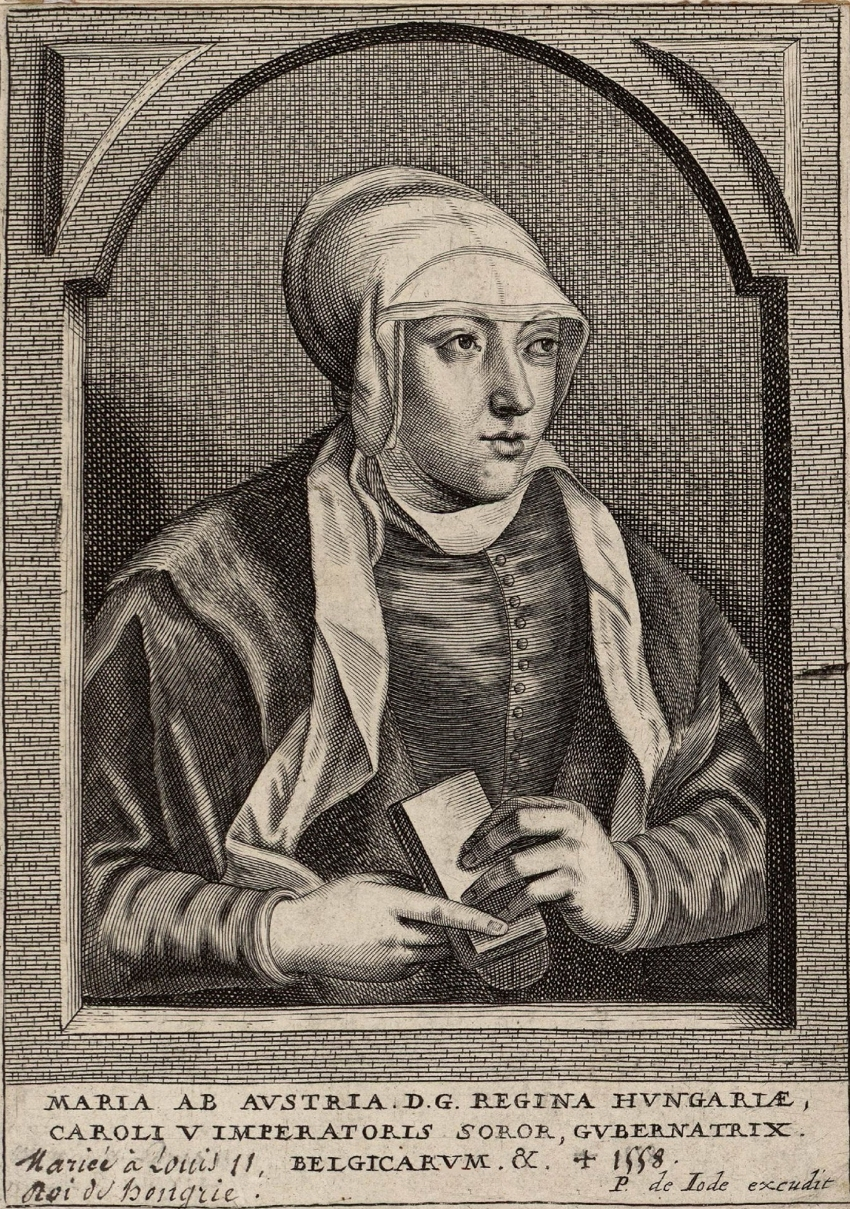
María de Hungría.

En el siglo XVI, la principal dama de honor en las cortes de las gobernadoras de los Habsburgo de los Países Bajos, Margarita de Austria y María de Hungría, fue nombrada hofmesterees ('Maestra de la Corte') o dame d'honneur.
La principal titular de un cargo femenino en la corte real del Reino de los Países Bajos en el siglo XIX fue nombrada Grootmeesteres ('Gran Maestra').

## Noruega

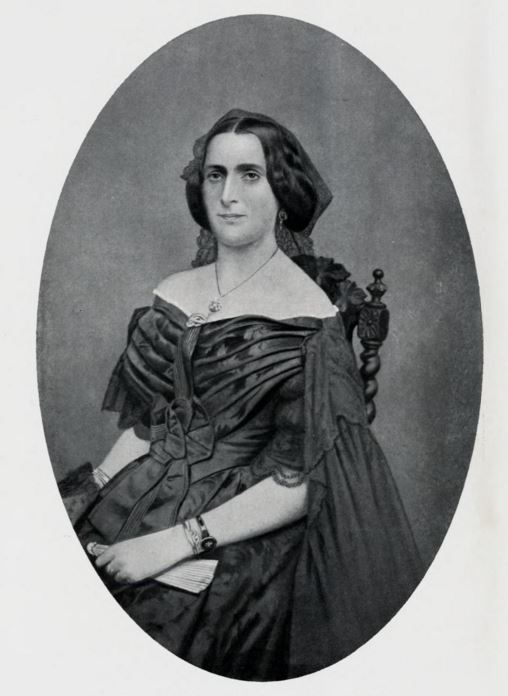
Juliana Catalina Guillermina Wedel Jarlsberg.

Durante la unión de Suecia-Noruega en 1814-1905, Suecia y Noruega compartieron la misma familia real. En ese momento, había dos Jefas de la Corte Maestra para la misma reina: una como Reina de Suecia en la corte real sueca cuando vivía en Suecia, y una Jefa de la Corte Maestra separada como Reina de Noruega en la corte real noruega, que servía en su puesto durante las visitas de la familia real sueco-noruega a Noruega. 
Actualmente, la overhoffmesterinne en Noruega actúa como azafata en la corte real noruega cuando la reina y las otras mujeres de la familia real están ausentes. 

### Jefa de la Corte Maestra aCarlota de Holstein-Gottorp, 1814-1818
- 1817-1818: Karen Wedel-Jarlsberg

### Jefa de la Corte Maestra aDésirée Clary, 1823-1861
- 1825-1844: Karen Wedel-Jarlsberg

### Jefa de la Corte Maestra aJosefina de Leuchtenberg, 1844-1876
- 1844-1845: Karen Wedel-Jarlsberg
- Fanny Løvenskiold

### Jefa de la Corte Maestra aLuisa de los Países Bajos, 1859-1871
- 1859-1871: Juliane Cathrine Wilhelmine Wedel Jarlsberg

### Jefa de la Corte Maestra aSofía de Nassau, 1872–1905
- 1873-1887: Alette Due
- 1887-1905: Elisa Løvenskiold

### Jefa de la Corte Maestra deMaud de Gales, 1905-1938
- 1906-1925: María Magdalena Rustad
- 1925-1927: Emma Stang
- 1927-1938: Borghild Anker

## Rusia

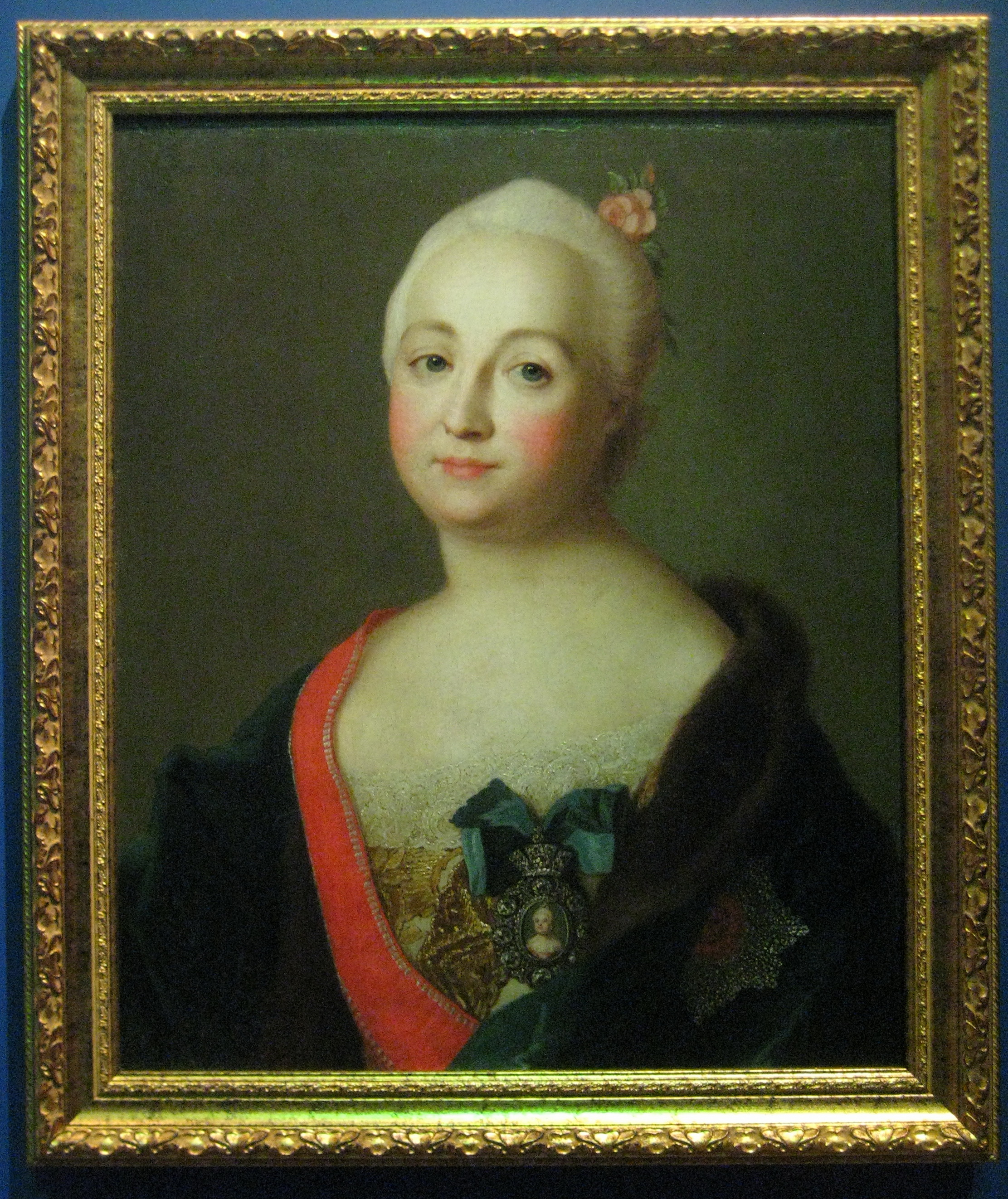
Ana Vorontsova.

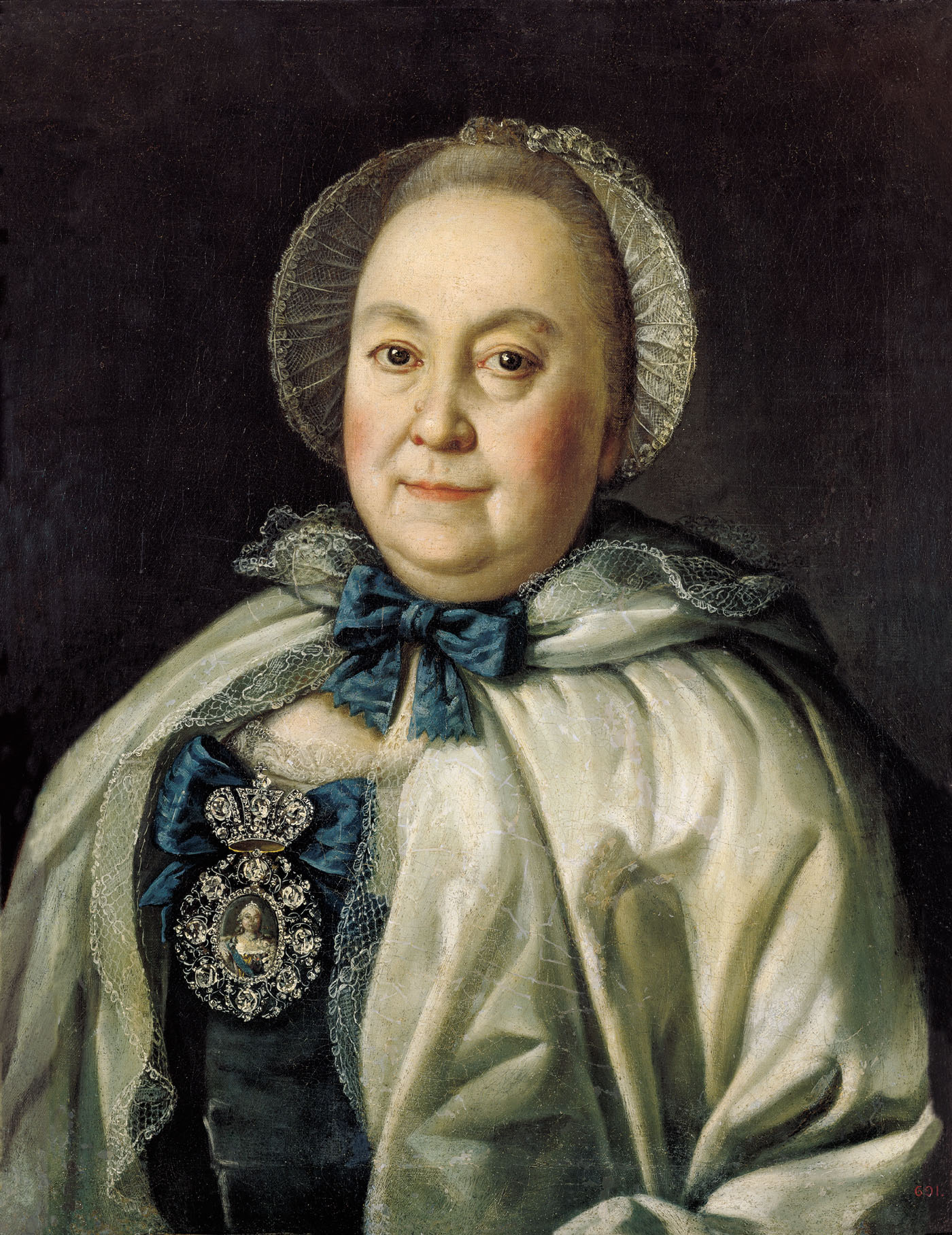
María Rumyantseva.

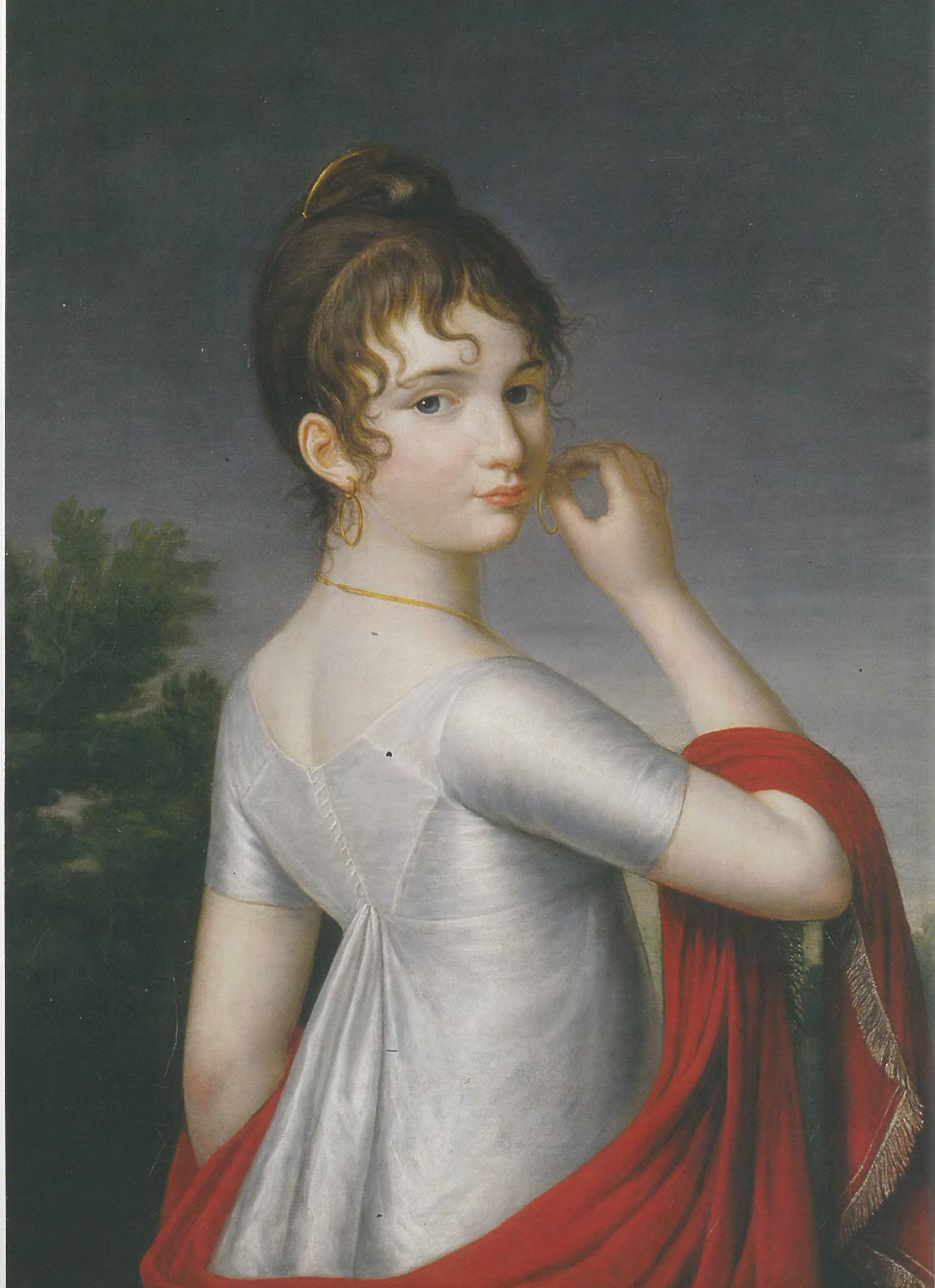
Yekaterina Saltykov.

En 1722, la Corte Imperial Rusa se reorganizó de acuerdo con las reformas de Pedro el Grande para occidentalizar Rusia, y las antiguas oficinas judiciales de la zarina fueron reemplazadas por oficinas judiciales inspiradas en el modelo alemán. En consecuencia, la nueva dama principal que esperaba a la emperatriz rusa se llamaba Ober-Hofmeisterin. 

### Jefa de la Corte Maestra aCatalina I de Rusia1713-1725
- Matryona Balk
- Agrafena Petrovna Volkónskaya
- Varvara Michajlovna Arsen'eva

### Jefa de la Corte Maestra aIsabel de Rusia1741-1762
- Eduvigis Isabel von Biron
- Ana Vorontsova

### Jefa de la Corte Maestra aCatalina II de Rusia1762-1796
- Maria Rumyantseva

### Jefa de la Corte Maestra aMaría Alexandrovna (María de Hesse y Rin)1855-1880
- 1855-1863: Yekaterina Saltykov (en posición desde 1840)

### Jefa de la Corte Maestra aMaría Fiódorovna Románova (Dagmar de Dinamarca)1881-1917
- 1881-1881: Princesa Kurakin (en posición desde 1866)
- 1881-1888: Princesa Hélene Kotchoubey
- 1888-?: Condesa Ana Stroganoff

### Jefa de la Corte Mestra aAlejandra Fiódorovna Románova (Alix de Hesse)1894-1917
- 1894-1910: María Golitzyna
- 1910-1917: Elizaveta Narishkina

## Suecia

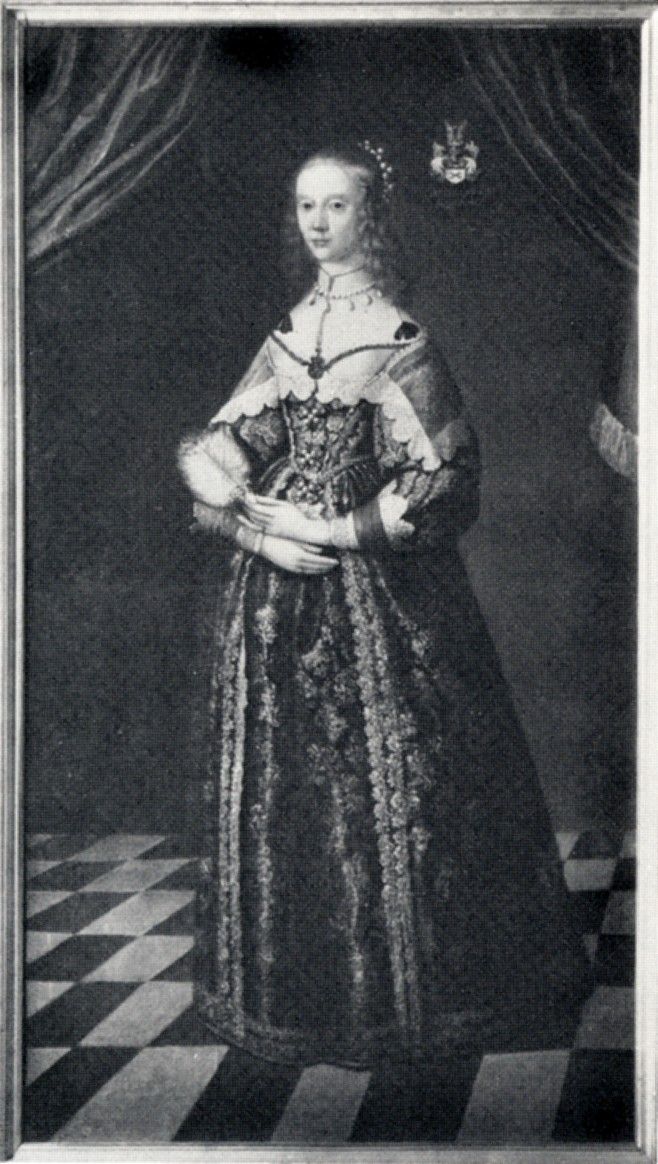
María Sofía De La Gardie.

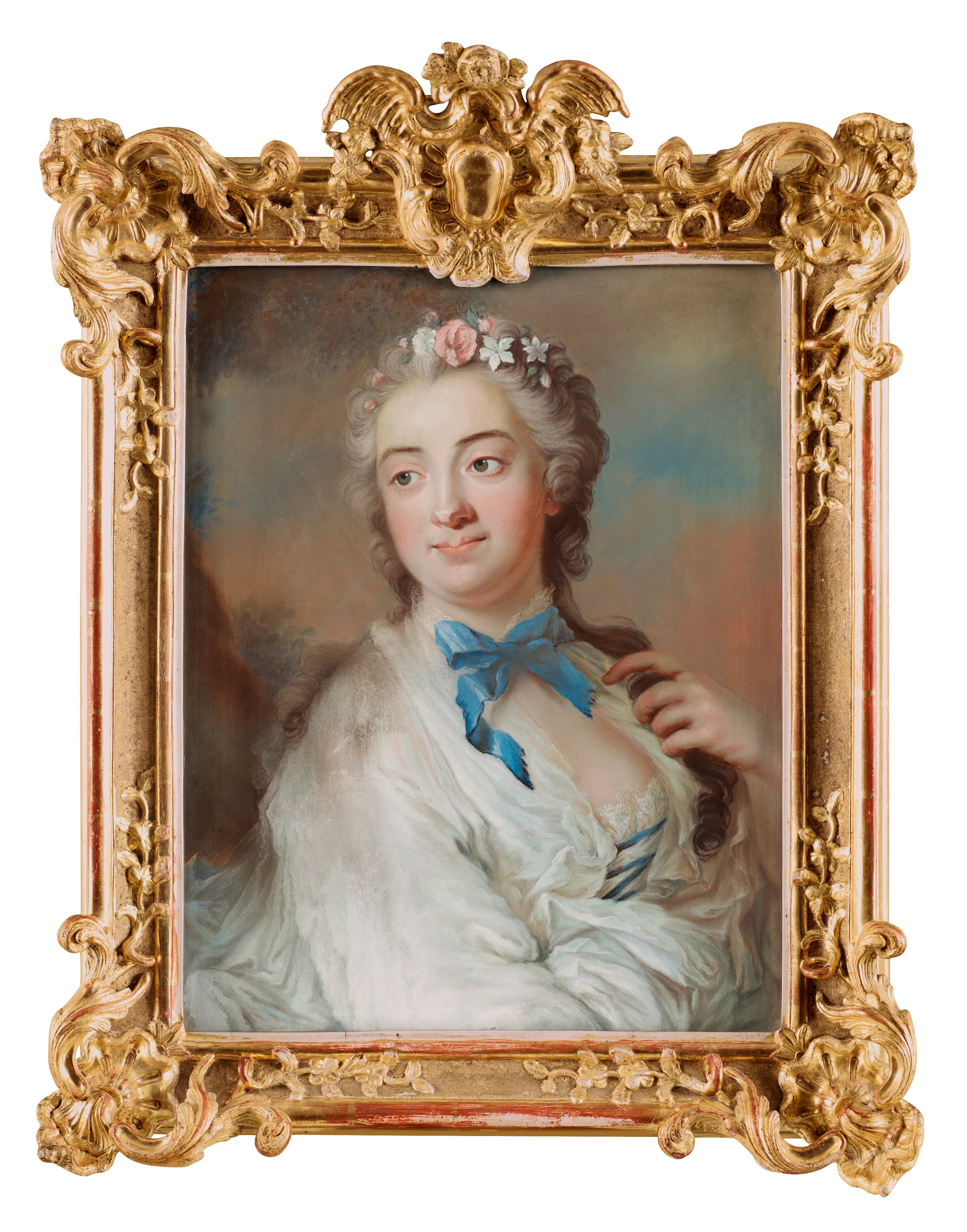
Carlota Federica Sparre.

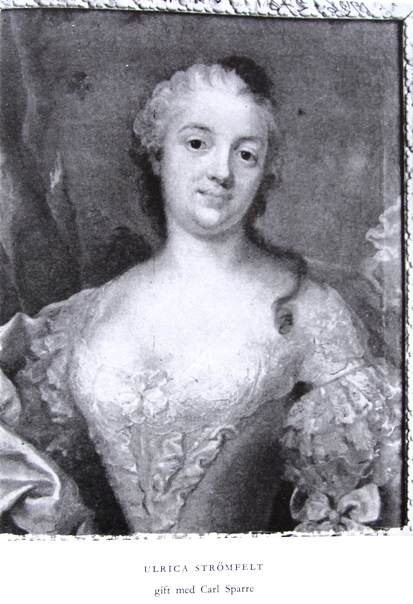
Ulrica Strömfelt.

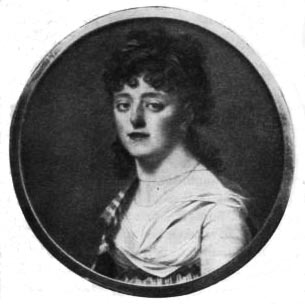
Carlota Aurora De Geer.

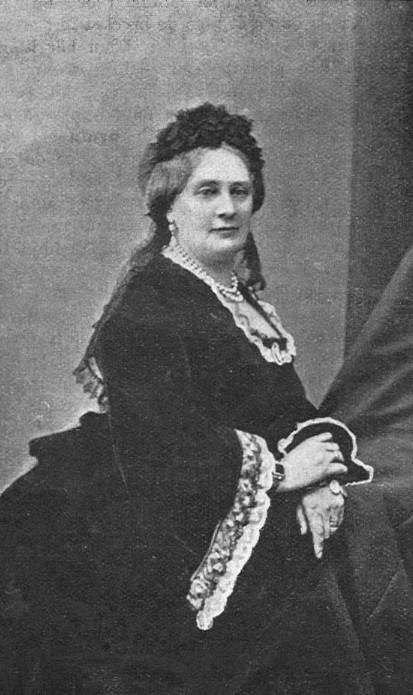
Wilhelmina Bonde.

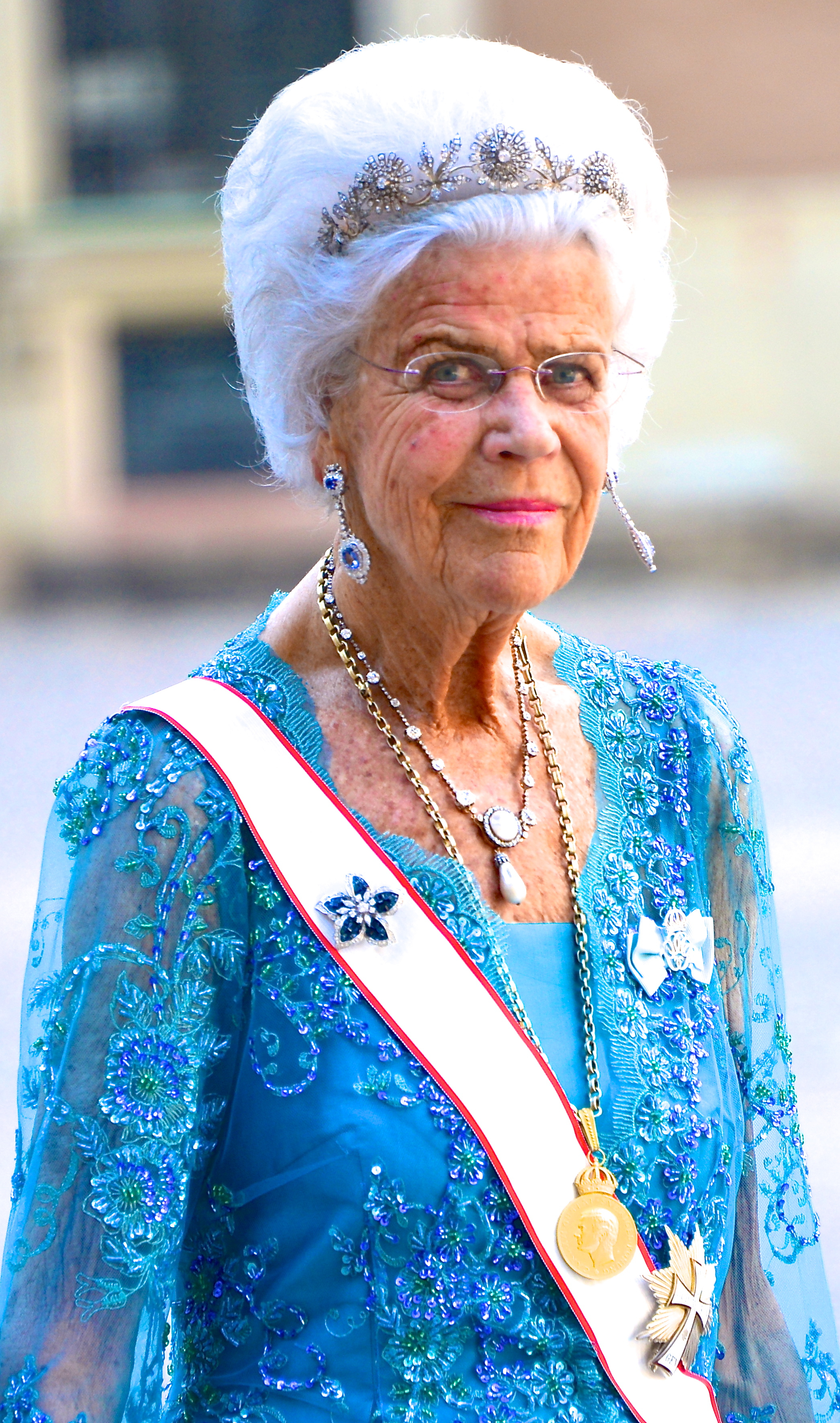
Alice Trolle-Wachtmeister.

En Suecia, la Jefa de la Corte Maestra es el segundo funcionario de más alto rango de la familia real, precedida solo por el Mariscal del Reino. Ella se ubica inmediatamente debajo de los miembros de la familia real, el presidente del Parlamento y el primer ministro, y tiene prioridad sobre los ex oradores del Parlamento y los ex primeros ministros. La actual titular es Kirstine von Blixen-Finecke, que ha servido desde 2016. 
El título y la posición han cambiado con el tiempo. Antes del reinado de la reina Cristina (1632-1654), el título generalmente se conocía como hovmästarinna (Maestra de la Corte), pero durante y después del reinado de Cristina, se convirtió en costumbre tener dos de estas damas subordinadas a una överhovmästarinna (Jefa de la Corte Maestra). Solo la reina y la reina viuda tenían una Jefa de la Corte llamada överhovmästarinna (la Jefa de la Corte Maestra) mientras que el equivalente en las cortes de otras mujeres de la casa real se llamaba hovmästarinna (Maestra de la Corte). 
La posición era la más alta que una cortesana podría tener en la corte real sueca, y la överhovmästarinna fue clasificada como Excelencia, algo inusual para una mujer en el siglo XVII, que la colocaba inmediatamente después de las mujeres de la casa real en rango. Su papel era mantener la etiqueta en la corte, y recibir y cumplir las instrucciones de la Reina en la administración de la corte. Manejaba el empleo de nuevos miembros para la corte de la Reina, y cada reunión y carta a la Reina pasaba por ella. También administraba la ceremonia de la presentación en la corte, en la que los nobles eran presentados a la familia real y, por lo tanto, se les permitía presentarse oficialmente en la corte. También podía representar a la Reina en algunas ocasiones en ceremonias de la corte y fiestas como anfitriona. 

### Jefa de la Corte Maestra aCatalina Stenbock1552-1621
- 1552-1568: Anna Hogenskild

### Jefa de la Corte Maestra aKarin Månsdotter1567-1568
- 1567-1569: Elin Andersdotter

### Jefa de la Corte Maestra aCatalina Jagellón1568-1583
- 1568-1583: Karin Gyllenstierna

### Jefa de la Corte Maestra aGunilla Bielke15851597
- 1587-1592: Kerstin Oxenstierna

### Jefa de la Corte Maestra aCristina de Holstein-Gottorp1604-1625
- 1604-1608: Carin Ulfsdotter Snakeborg
- 1608-1612: Gunilla Jönsdotter Struss
- 1612-1619: Carin Kyle

### Jefa de la Corte Maestra aMaría Leonor de Brandenburgo1620-1655
- 1620-1623: Hebbla Eriksdotter Stålarm
- Catharina von Schnideck
- Regina Catharina von Windisch-Grätz
- 1628-1633: Brita Gylta
- 1633-1634: Ebba Leijonhufvud
- 1634-1639: Elisabeth Gyllenstierna
- 1639-1640: Christina Posse
- 1640-1649: Vacante
- 1649-1655: Görvel Posse

### Jefa de la Corte Maestra aCristina1632–1654
Durante el reinado de Cristina, la oficina a menudo era compartida por varias personas. 
- 1633-1634: Ebba Leijonhufvud
- 1634-1639: Elisabeth Gyllenstierna
- 1639-1642: Ebba Ryning (conjuntamente con Beata Oxenstierna)
- 1639-1647: Beata Oxenstierna (conjuntamente con Ebba Ryning)
- 1644-1648: Margareta Brahe (conjuntamente con Kerstin Bååt)
- 1645-1650: Kerstin Bååt (conjuntamente con Margareta Brahe)
- 1650: Barbro Fleming (conjuntamente con Maria Sofia De la Gardie)
- 1651-1654: María Sofía De la Gardie (conjuntamente con Barbro Fleming)

### Jefa de la Corte Maestra aEduvigis Leonor de Holstein-Gottorp, 1654-1715
- 1655-1660: Elisabet Carlsdotter Gyllenhielm
- 1660-1664: Görwel Bååt
- 1664-1671: Görvel Posse
- 1671-1686: Occa Maria Johanna von Riperda
- 1686-1715: Märta Berendes (posición equivalente en la corte de las princesas en 1687-1717)

### Jefa de la Corte Maestra deUlrica Leonor de Dinamarca, 1680-1693
- 1680-1693: Maria Elisabeth Stenbock

### Jefa de la Corte Maestra aUlrica Leonor1718-1741
- 1717-1736: Katarina Ebba Horn af Åminne
- 1736-1741: Eduvigis Isabel Strömfelt (posición equivalente a la princesa de la corona en 1744-1751)

### Jefa de la corte Maestra aLuisa Ulrica de Prusia, 1751-1782
- 1751-1751: Hedvig Elisabet Strömfelt
- 1751-1754: Ulla Tessin
- 1754-1761: Ulrica Catharina Stromberg
- 1761-1765: Ulrica Juliana Gyllenstierna
- 1765-1771: Brita Stina Sparre
- 1771-1782: Fredrika Eleonora von Düben

### Jefa de la Corte Maestra aSofía Magdalena de Dinamarca, 1771-1813
- 1771-1777: Ana Maria Hjärne
- 1777-1780: Ulrica Strömfelt
- 1780-1795: Carlota Sparre
- 1795-1813: Eduvigis Eva De la Gardie

### Jefa de la Corte Maestra aFrederica de Baden, 1797-1809
- 1795-1805: Eduvigis Catalina Piper
- 1805-1810: Lovisa Sophia von Fersen

### Jefa de la Corte Maestra aEduvigis Isabel Carlota de Holstein-Gottorp, 1809-1818
- 1809-1810: Lovisa Sophia von Fersen
- 1811-1818: Christina Charlotta Stjerneld
- 1818-1818: Caroline Lewenhaupt
- 1818-1818: Carlota Aurora De Geer

### Jefes de la Corte Maestra aDésirée Clary, 1823-1861
- 1823-1829: Marcelle Tascher de la Pagerie
- 1829-1844: Vilhelmina Gyldenstolpe

### Jefa de la Corte Maestra aJosefina de Leuchtenberg, 1844-1876
- 1844-1866: Carlota Skjöldebrand

### Jefa de la Corte aLuisa de los Países Bajos, 1859-1872
- 1859-1860: Stefanie Hamilton
- 1860-1869: Wilhelmina Bonde
- 1871-1872: Anne-Malène Wachtmeister

### Jefa de la Corte Maestra aSofía de Nassau, 1872-1907
- 1872-1879: Isabel Augusta Piper
- 1880-1890: Malvina De la Gardie
- 1890-1907: Ebba Åkerhielm

### Jefa de la Corte Maestra aVictoria de Baden, 1907-1930
- 1907-1908: Vacante
- 1908-1938: Augusta Lewenhaupt
- 1938-1956: Louise Rålamb

### Jefa de la Corte Maestra aLuisa Mountbatten, 1950-1965
- 1956-1965: Astrid Rudebeck

### Jefa de la Corte Maestra aSilvia, 1976-presente
- 1994-2015: Alice Trolle-Wachtmeister
- 2016-presente: Kirstine von Blixen-Finecke